# Thilo von Bose
Thilo von Bose (vollständig Karl bzw. Carl Georg Heinrich Thilo Wilhelm von Bose; * 12. Januar 1880 in Zabern, Bezirk Unterelsaß; † 17. Juni 1934 in Berlin) war ein preußischer Offizier und Militärhistoriker.

## Leben
Er war der Sohn des preußischen Generalmajors Georg Carl Dietrich von Bose (1842–1923) und dessen Frau Anna Marie Friederike, geborene Enckhaus (1847–1907). Sein älterer Bruder Carl (Georg Thilo) Wilhelm (1877–1963) war ebenfalls Offizier der Preußischen Armee. Es gab noch eine jüngere Schwester Elisabeth (* 1884).
Bose besuchte die Volksschule in Rastatt, die evangelische Schule in Glatz und Gymnasien in Marburg, Konstanz und machte 1899 das Abitur in Groß-Glogau.
In die preußische Armee trat er am 15. März 1899 als Fahnenjunker beim Kaiser Franz Garde-Grenadier-Regiment Nr. 2 in Berlin ein. Im Oktober des gleichen Jahres wurde er zum Fähnrich befördert, im August des Folgejahres zum Leutnant. Am 21. Oktober 1907 heiratete er Anna Luise Gertrud Körte (* 1887), mit der er drei Kinder hatte. Als Oberleutnant besuchte er von Oktober 1909 bis Juli 1912 die Kriegsakademie. Ab April 1913 war er im Stab des Gardekorps eingesetzt und wurde Ende September des gleichen Jahres Hauptmann. Im späteren Verlauf des Ersten Weltkriegs war er im Stab der 8. Armee eingesetzt. Im Mai 1918 wurde Bose zum Major befördert und schied mit diesem Rang aus dem aktiven militärischen Dienst aus.
Bose verfasste nach seiner Entlassung aus dem Militärdienst mehrere Bände über die Schlachten an der Westfront für die Reihe Schlachten des Weltkrieges, die im Auftrag und unter Mitwirkung des Reichsarchivs herausgegeben wurde. Das Kaiser Alexander Garde-Grenadier-Regiment Nr. 1 im Weltkriege 1914-1918 erschien im Auftrag des Alexander-Bundes, Flußübergänge im Weltkriege auf Veranlassung des Reichswehrministeriums.
Im Jahr seiner letzten Veröffentlichung verstarb Bose in Berlin-Lichterfelde.

## Familie
Thilo heiratete am 21. Oktober 1907 in Berlin Gertrud Körte (* 4. April 1887 Berlin) und hatte mit ihr folgende Kinder:
- Georg (* 15. Oktober 1909 Berlin)

⚭ 1936 Elisabeth Greifenhagen (1913–1940)
⚭ 1943 Ursula Zeitz (* 1917)
- Thilo (* 6. September 1914 Berlin)

⚭ 1943 Adelheid (Heidi) von Livonius (* 1921), gesch. 1948
⚭ 1952 Margarethe Dröhmer (* 1922)
- Luise (* 9. Februar 1921 Ober-Ruppersdorf)

## Veröffentlichungen
- Das Marnedrama 1914. (vierteiliges Werk). Verlag Gerhard Stalling, Oldenburg 1928 (Erstauflage).
- Deutsche Siege 1918: Das Vordringen der 7. Armee über Ailette, Aisne, Besle und Ourcq bis zur Marne. (27. Mai bis 13. Juni). Verlag Gerhard Stalling, Oldenburg 1929 (Erstauflage).
- Die Katastrophe des 8. August 1918. Verlag Gerhard Stalling, Oldenburg 1930.
- Wachsende Schwierigkeiten, vergebliches Ringen vor Compiègne, Villers-Cotterets und Reims. Verlag Gerhard Stalling, Oldenburg 1930.
- Das Kaiser Alexander Garde-Grenadier-Regiment Nr. 1 im Weltkriege 1914-1918. Sporn Verlag, Zeulenroda 1932.
- Flußübergänge im Weltkriege. Dargestellt am Übergang des 22. Reserve-Korps über die Save bei Belgrad Anfang Oktober 1915 und am Übergang der verbündeten Truppen des General-Kommandos z. b. V. 52 über die Donau bei Svistov im November 1916. Mittler Verlag, Berlin 1934.